# Isla de Foradada
La Isla de Foradada  (en italiano: Isola di Foradada) es un islote rocoso que se encuentra cerca del Cabo Caccia a pocos kilómetros de Alguer (Alghero) en Cerdeña al oeste de Italia. Se trata de una roca imponente e impresionante de  piedra caliza blanquecina que debe su nombre en sardo al hecho de haber sido "perforada" de lado a lado por una cueva gigante tallada por el mar, la "Foradada",  en parte sumergida. Se puede entrar en la cueva en el lado oeste también con grandes barcos, y de hecho es parte de la ruta de varios transbordadores de Alghero y de servicios de viajes, excursiones y conexiones a las cuevas de Neptuno.